# План R 4
План R4 (англ. Plan R 4) — британський план вторгнення в нейтральну Норвегію на початковому етапі Другої світової війни. В рамках операції планувалося захопити порти Нарвік і Тронгейм. Вторгнення гітлерівської Німеччини в Норвегію у квітні 1940 року зробило цей план неактуальним.

## Передумови

### Шведська руда
Німеччина не мала достатніх внутрішніх запасів залізної руди, необхідної для виготовлення сталі. До війни велика кількість руди імпортувалася з французької Лотарингії, але з вересня 1939 року ці запаси стали недоступні. Єдиним великим джерелом руди залишалася нейтральна Швеція. Поставки йшли залізницею в незамерзаючий порт Нарвік на півночі Норвегії і потім через море — в Німеччину. Через Нарвік проходило 80 % експорту шведської  руди. Єдиною альтернативою транспортування був перевіз по залізниці в Укселесунд на Балтійському морі, на півдні від Стокгольму. За оцінками британської розвідки, Укселесунд міг пропускати лише 20 % необхідного Німеччині об'єму руди. Таким чином, захоплення Нарвіка завдало би важкого удару по військовій промисловості Німеччини.

### Радянсько-фінська війна
Радянсько-фінська війна розпочалася 30 листопада 1939 року, невдовзі після початку Другої світової війни. Агресія СРСР проти маленького сусіда викликала обурення громадськості демократичних країн; СРСР вигнали з Ліги Націй. Уряди Англії і Франції з початку війни будували плани контролю над шведськими скупченнями руди і норвезьким узбережжям, одначе уряди Швеції і Норвегії не дозволяли Союзникам увійти на свою територію. Введення військ в нейтральні країни з міркувань військово-стратегічних і без дозволу цих країн був би відкритим порушенням міжнародного права, тому союзники вирішили використати радянсько-фінську війну і викликану цією війною хвилю громадського обурення для того, щоб ввести війська в Швецію, нібито для того, щоб надати військову допомогу Фінляндії і, таким чином, взяти під свій контроль поклади залізної руди в Швеції.

## План R4
З урахуванням всіх обставин британці розробили план превентивного вторгнення до Норвегії. План передбачав отримання у Норвегії і Швеції дозволу на відправку експедиційного корпусу у Фінляндію через північну Норвегію і Швецію, нібито для допомоги Фінляндії в боротьбі проти СРСР. Це дозволило би взяти під контроль порт Нарвік і міста Євле і Лулео й, таким чином, перекрити німцям доступ до шведської руди, а в перспективі — завадити їм створити бази для підводних човнів на узбережжі Норвегії. План отримав кодову назву R4.
План союзників складався з двох частин: операції «Вілфред» і плану R4. Операція Wilfred полягала в мінуванні територіальних вод Норвегії на шляхах перевезення руди із Нарвіка в Німеччину, що було порушенням нейтралітету Норвегії. Передбачалося, що таким чином транспорти з рудою будуть вимушені йти подалі від берега — в міжнародних водах, що робило би їх доступними для дій британського флоту.
Британці очікували, що їхні дії викличуть військову відповідь з боку Німеччини. Очікувалася або висадка німецьких військ в Норвегії, або демонстрація намірів зробити це, після чого в Норвегію були би введені британські війська. Планувалося висадити  в Нарвік контингент у кількості 18 тисяч осіб, припинивши, таким чином, зв'язок цього порту зі Швецією. В майбутньому планувалося зайняти норвезькі прибережні міста Тронгейм і Берген.
8 квітня 1940 року група кораблів ВМФ Британії на чолі з лінійним крейсером «Рінаун» встановила міни в територіальних водах Норвегії. Однак в цей час німецькі кораблі з десантом вже йшли на Нарвік, що робило план R4 безглуздим. Таким чином, дії британців дали лише привід Гітлеру для виправдання його дій в Скандинавії.

## Розвиток подій
9 квітня 1940 року німецький десант зайняв Нарвік. На півдні Норвегії розпочався масштабний німецький наступ. Таким чином, стратегічна ініціатива опинилася в руках німців. Союзникам довелося розпочати боротьбу за контроль над Норвегією. Тривала битва за Нарвік (9 квітня — 8 червня 1940 року) стала першим серйозним зіткненням на європейському театрі бойових дій. 8 червня, після початку боїв у Франції, союзні війська були виведені з району Нарвіка і до кінця війни місто, як і вся Норвегія, залишалося під контролем Німеччини.